# Carbinea longiscapa
Carbinea longiscapa là một loài nhện trong họ Stiphidiidae.
Loài này thuộc chi Carbinea. Carbinea longiscapa được V. T. Davies miêu tả năm 1999.